# Porroglossum teaguei
Porroglossum teaguei är en orkidéart som beskrevs av Carlyle August Luer. Porroglossum teaguei ingår i släktet Porroglossum och familjen orkidéer. Inga underarter finns listade i Catalogue of Life.